# Torca del Carlista
La Torca del Carlista es una cavidad subterránea situada en la parte más occidental del valle vizcaíno de Carranza en el País Vasco, España. Localizada bajo Peña Ranero, una cumbre de caliza arrecifal urgoniana (Aptense, Cretácico inferior) de 729 metros de altitud, tiene su entrada muy cerca de la cima y forma parte del Parque natural de Armañón. Su situación, bajo la Peña Ranero junto al límite con Cantabria hace que la mayor parte de la cavidad quede situada bajo suelo cántabro.

## Dimensiones
Es la primera cavidad subterránea más grande de Europa y la tercera del mundo y figura entre los mayores volúmenes subterráneos del planeta.
Situada en un entorno kárstico con más de 200 cavidades, cerca de la cueva de Pozalagua famosa por sus estalactitas excéntricas, de la cual está separada por una pared de 20 m de grosor. El acceso se realiza por una pequeña grieta de 5 x 2 metros situada cerca de la cumbre a 712 metros de altitud, que da paso a una chimenea de 68 metros que finaliza en lo alto de la bóveda de la sala principal a 84 metros del suelo de la cavidad. Consta de cinco salas, la mayor de ellas, denominada "Gran sala Jon Arana" o "Gran Sala GEV", tiene 497 metros de largo, 287 de ancho y 97 de altura, el desarrollo total de la cavidad es de 738 metros de largo, 287 de ancho y 353 entre el punto más bajo y el más alto con una superficie en planta de 103.115 metros cuadrados.  Las otras salas más pequeñas llevan los nombres de sala Aranzadi, sala Manuel Iradier, sala Estella y sala GUM, donde se halla el sifón terminal.

## Geología
La Gran Sala fue formada por un colapsamiento provocado por el gran cavernamiento existente a causa de la dolomitización de la roca encajante, según hipótesis de Adolfo Eraso. Está ocupada por un enorme caos de grandes bloques que dan continuidad a la cavidad que se desliza en varias salas hasta la cota más baja donde se halla el sifón terminal, y en un lateral hay una otra sala espaciosa.

## Biología
La Torca del Carlista ha sido objeto de numerosos muestreos bioespeleológicos a lo largo de los años, y las investigaciones prosiguen.
Lista de especies encontradas:
- Ischyropsalis nodifera[3]
- Mesoiulus stammeri san-cipriani[4]
- Speocharis minos[5]
- Meta menardi[6]

## Historia
En el Mapa del M. N. y M. L. Señorío de Vizcaya de Tomás López (1769) podemos ver que el nombre original del monte donde se ubica la sima era Peñas de Pondra. No obstante, este topónimo ha quedado eclipsado por la leyenda posterior de que un capitán carlista prefirió arrojarse con su caballo a la sima antes de ser hecho prisionero por los liberales. Las expediciones que se han realizado al interior de la cueva no han hallado ningún resto ni humano ni animal.
La cavidad fue localizada en 1957 por el Grupo Espeleológico Vizcaíno (GEV), informados por habitantes de la zona. El 1 de diciembre de ese año se procedió a un primer descenso hasta la cornisa situada a -28 m, donde Eugenio Sojo sondeó hasta -60 comprobando que continuaba. Para continuar con la exploración se solicitó la colaboración de los grupos de espeleología vecinos; respondieron a la llamada la Sociedad de Ciencias Aranzadi y el Grupo Espeleológico Edelweiss.
El primer descenso se verificó el 4 de abril de 1958, bajo la dirección de Félix Ruiz de Arkaute. José Luis Txintxurreta descendió hasta la cornisa de -28, asegurando a José Luis Puente que se situó en  la cornisa de -45, asegurando a Jon Arana que prosiguió el descenso por la escala, hasta tocar fondo a -154 metros de profundidad. Tras unos primeros momentos de nerviosismo (llegó a sacar el cuchillo con intenciones defensivas), logró dominarse y realizar una somera exploración de 45 minutos alrededor del punto a donde había llegado. La insólita profundidad alcanzada y las dimensiones de la sala (cuyos límites Arana no había podido divisar, dado su enorme tamaño) llamaron inmediatamente la atención del mundo espeleológico.
En el marco de las III Jornadas Vascas de Espeleología (Carranza 1958), en las que participaron 136 personas, uno de los objetivos principales fue la exploración de la Torca del Carlista. Durante esta expedición se alcanzó la profundidad de -355 metros, formando el equipo de punta Félix Ruiz de Arkaute y Jon Arana (de Aranzadi), José Luis Puente (del Edelweiss), Adolfo Eraso (de la Sección de Espeleología del Grupo Excursionista Manuel Iradier) e Isaac Santesteban (de la Sección de Espeleología de la Institución Príncipe de Viana), asegurados por 10 espeleólogos que se turnaron en esta labor. De esta expedición salió un primer croquis topográfico completo de la cavidad.
En octubre de 1958, los Grupos Universitarios de Montaña (GUM) de Vizcaya convocaron una expedición a nivel nacional para topografiar la Torca del Carlista. Con el apoyo logístico del Sindicato Español Universitario (SEU, al que pertenecía orgánicamente el GUM) y de la empresa Dolomitas del Norte participaron 17 espeleólogos de Valencia, Granada y Bilbao. El equipo topográfico, dirigido por Carlos Pellón, permaneció 10 días bajo tierra; de estos trabajos salió una topografía de precisión (con profundidad -359 m) que ha sido el plano de referencia en todos los trabajos posteriores hasta su actualización en 2014.